# Slim Slam Slum (tegneserie)
Slim Slam Slum er en dansk tegneserie, der blev skabt af af spansk-danske brødre Jorge og Marcelino Ballarin. Seriens første strip i historien SlimSlamSlum – da ratrace, blev udgivet den 1. december 1994 i den gratis cafeavis Musik og Mode.
Tegneserien omhandler de 3 unge mænd i midten af 20'erne, Slim Slam og Slum, der lever et tidstypisk ungkarleliv med cola, computerspil og koncerter, hvilket karikeres som at være fedt. Tegneserien er bygget op af hurtige replikker og med en reel romantisk længsel under ironien.
I 1997 blev det første Slim Slam Slum-hæfte, kaldet Alright udgivet i et oplag på 1000 stk. I modsætning til den første strip som brødrene selv havde distribueret var dette reklamefinansieret. Op til 1999, blev der udgivet en lang række hæfter om seriens 3 hovedpersoner.
Udover dette blev tegneserien også udgivet i adskillige medier, i blandt andet 10 kortfilm i TV2 Puls i 1997 og som internetjulekalender på tv2.dk i 1998.
I 2002 debuterede brødrene som spillefilmsinstruktøre og manuskriptforfattere, da de udgav tegneserien som en reallife spillefilm i samarbejde med Wise Guy Productions. Hovedrollerne i filmen blev spillet af Thure Lindhardt (Slim), Simon Jul Jørgensen (Slam) og Tommy Bredsted (Slum).
| Taleboble | Spire Denne tegneserieartikel er en spire som bør udbygges. Du er velkommen til at hjælpe Wikipedia ved at udvide den. |